# 1500 az irodalomban
Az 1500. év az irodalomban.

## Születések
- április 12. – id. Joachim Camerarius német polihisztor, klasszika-filológus († 1574)
- 1500 körül – Johannes Aal svájci katolikus pap, drámaíró († 1551)
- 1500 körül – Dévai Bíró Mátyás, az első magyar reformátor († 1545
- 1500 körül? – Sztárai Mihály magyar evangélikus lelkész, énekszerző († 1575)
- 1500 körül – Vu Cseng-en kínai író; őt tartják az egyik leghíresebb klasszikus kínai regény, a Nyugati utazás szerzőjének († 1582)

## Halálozások
- február 11. – Antonio Urceo, más néven Codro (Antonius Urceus Codrus), itáliai reneszánsz irodalmár, humanista (* 1446)[1]
- június 23. – Ludovico Lazzarelli itáliai költő, filozófus (* 1447 vagy 1450)